# 어비스 건담
어비스 건담(영어: Abyss Gundam, 일본어: アビスガンダム)은 TV 애니메이션 《기동전사 건담 SEED DESTINY》에 등장하는 모빌 슈트(MS)로 분류되는 가공의 유인 조종식 인간형 로봇 병기이다. 스페이스 콜로니 국가 "플랜트"의 군사 조직인 "자프트"가 개발한 시제 모빌 슈트(MS)들인 "세컨드 스테이지 시리즈" 중 1기이다. 다채로운 화기 뿐만 아니라 앙 어깨의 실드로 상체를 덮어 수중 항행 형태로 변형되는 가변형 모빌 슈트(TMS)이다. 작품 내 초반부에서 지구연합군 제81독립기동군 팬텀 페인에게 탈취되며, 익스텐디드 휴먼(생체 CPU)인 아울 니더의 탑승기가 된다. "어비스"는 영어로 "심연(深淵)"을 의미한다. 미디어나 관련 상품에서는 "어비스 건담"이라고 호칭되지만, 《기동전사 건담 SEED DESTINY》 작품 내에서는 다른 건담 타입의 모빌 슈트와 마찬가지로 "건담"을 생략하고 "어비스"라고 호칭된다.
메카닉 디자인은 오오카와라 쿠니오가 담당하였다.

## 같이 보기
- 건담 시리즈의 병기 목록
- 기동전사 건담 SEED DESTINY